# جاجامارو: نينبو تشو
جاجامارو: نينبو تشو (باليابانية: じゃじゃ丸忍法帳) (بالرومانجي: JaJaMaru: Ninpō Chō)، هي لعبة فيديو يابانية، من تطوير ونشر شركة جاليكو، صدرت اللعبة في الأسواق سنة 1989، وتعمل على منصة فاملي كومبيوتر الحصرية.